# Justus Wesseler
Justus Wesseler (* 25. März 1963) ist ein deutscher Agrarökonom und Professor für Agricultural Economics and Rural Policy an der Universität Wageningen.

## Leben
Justus Wesseler erhielt sein PhD 1996 in Agrarwissenschaften, Schwerpunkt Ökonomie in Agrar-, Umwelt- und Naturressourcen an der Universität Göttingen. Die Dissertation behandelte das Thema „The Economics of Introducing Fruit Trees into the Highlands of Northern Luzon, Philippines“. Im Jahr 2000 erhielt Wesseler eine Berufung als Assistenzprofessor Environmental Economics and Natural Resources Group an der Universität Wageningen, Niederlande. 2005 wurde er in den Status eines Associate Professors berufen. 2010 absolvierte Wesseler ein zweimonatiges Sabbatical am LICOS, Centre for Institutions and Economic Performance, an der Universität Leuven in Belgien.
2011 erhielt er eine Berufung zum Professor für Agriculture and Food Economics, am Center of Life and Food Sciences Weihenstephan, an der Technischen Universität München. Im Jahr 2013 hat er einen Ruf an die Universität Wageningen angenommen und leitet seit dem 1. Januar 2014 die Gruppe Agricultural Economics and Rural Policy.

## Wissenschaftliche Beiträge
Justus Wesseler ist bekannt durch seine Forschung zur volkswirtschaftlichen Bedeutung der Bioökonomie. Der Schwerpunkt liegt dabei auf der Berücksichtigung der Nachhaltigkeit bei der Bewertung neuer Technologien und staatlicher Eingriffe in den Markt unter Verwendung der Theorie Realer Optionen. Wesentliche Beiträge sind ein Indikator zur Messung der Nachhaltigkeit des Einsatzes von transgenen Pflanzen (Maximum Incremental Social Tolerable Irreversible Costs, MISTICs), der Unsicherheiten als auch potentielle irreversible Kosten und Nutzen der Technologie berücksichtigt und somit eine Anwendung des Vorsorgeprinzips (precautionary principle) bei der Bewertung ermöglicht sowie Modelle zur ökonomischen Bewertung der Koexistenz des Anbaus von transgenen und nicht-transgenen Pflanzen.

## Aktivität in internationalen Organisationen
Justus Wesseler ist Mitglied des International Consortium on Applied Bioeconomy Research (ICABR) und Mitherausgeber von AgBioForum. Er war maßgeblich an der Einführung des Masterstudienganges Life Science Economics and Policy am Wissenschaftszentrum Weihenstephan der Technischen Universität München beteiligt.

## Publikationen
- Beckmann, Volker, Claudio Soregaroli, Justus Wesseler (2006): Co-Existence Rules and Regulations in the European Union. American Journal of Agricultural Economics 88(5):1193-1199.

- Beckmann, Volker and Justus Wesseler (2007): Spatial Dimension of Externalities and the Coase Theorem: Implications for Coexistence of Transgenic Crops. In W. Heijman (ed.) Regional Externalities, 215-234. Berlin: Springer.

- Demont, Matty, Justus Wesseler, Eric Tollens (2004): Biodiversity versus transgenic sugar beets – the one Euro question. European Review of Agricultural Economics 31(1):1-18.

- Wesseler, Justus, Sara Scatasta, Eleonora Nillesen (2007): The Maximum Incremental Social Tolerable Irreversible Costs (MISTICs) and other Benefits and Costs of Introducing Transgenic Maize in the EU-15. Pedobiologia 51(3):261-269.

- K. Purnhagen, S. Clemens, D. Eriksson, L. Fresco, J. Tosun, M. Qaim, R. Visser, A. Weber, J. Wesseler, D. Zilberman: Europe's Farm to Fork Strategy and Its Commitment to Biotechnology and Organic Farming: Conflicting or Complementary Goals? In: Trends in Plant Science. Band 26, 2021, S. 600–606, doi:10.1016/j.tplants.2021.03.012.